# Nodo a otto

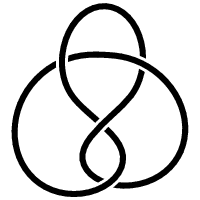
il nodo a figura otto può essere rappresentato da un diagramma con 4 incroci.

In matematica, e più precisamente in teoria dei nodi, il nodo a otto (o figura otto, espressione tradotta letteralmente dall'inglese) è il nodo più semplice dopo il nodo trifoglio.
Il nodo a otto ha avuto un ruolo determinante nello studio delle varietà tridimensionali alla fine degli anni settanta, quando il matematico William Thurston costruì una struttura di spazio iperbolico sul suo complementare.
Il nome del nodo è derivato dalla nomenclatura adottata per i nodi otto e otto ripassato, usati nell'alpinismo.

## Definizione

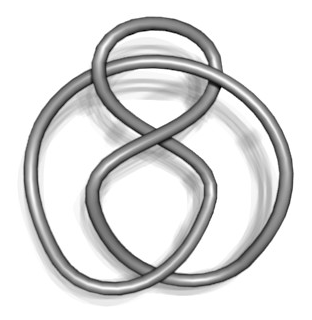
Rappresentazione tridimensionale del nodo a otto.

Il nodo a otto può essere descritto dalla curva nello spazio
{\displaystyle f:[0,2\pi ]\to \mathbb {R} ^{3}}
{\displaystyle f(\theta )=\left((2+\cos(2\theta ))\cos(3\theta ),2+cos(2\theta ))\sin(3\theta ),\sin(4\theta )\right).}
Il nodo è l'unico raffigurabile con un diagramma con 4 incroci, ma non con un numero minore di incroci.

## Proprietà
Il nodo a otto presenta molte differenze con il nodo a trifoglio:
- non è un nodo torico;
- sul suo complementare (nella sfera {\displaystyle S^{3}}) è possibile assegnare una metrica che lo rende uno spazio iperbolico;
- non è chirale: l'immagine riflessa del nodo figura a otto è equivalente al nodo stesso.

Grazie al nodo figura a otto, e agli importanti lavori di William Thurston, è stato possibile costruire una infinità di varietà iperboliche tridimensionali. Molti nodi hanno il complementare iperbolico: il complementare del nodo figura a otto è, fra questi, quello con volume minore, pari a 2.02988.... Il complementare del nodo si intende sempre nella sfera tridimensionale {\displaystyle S^{3}}, ottenuta aggiungendo il "punto all'infinito" allo spazio tridimensionale {\displaystyle \mathbb {R} ^{3}}.

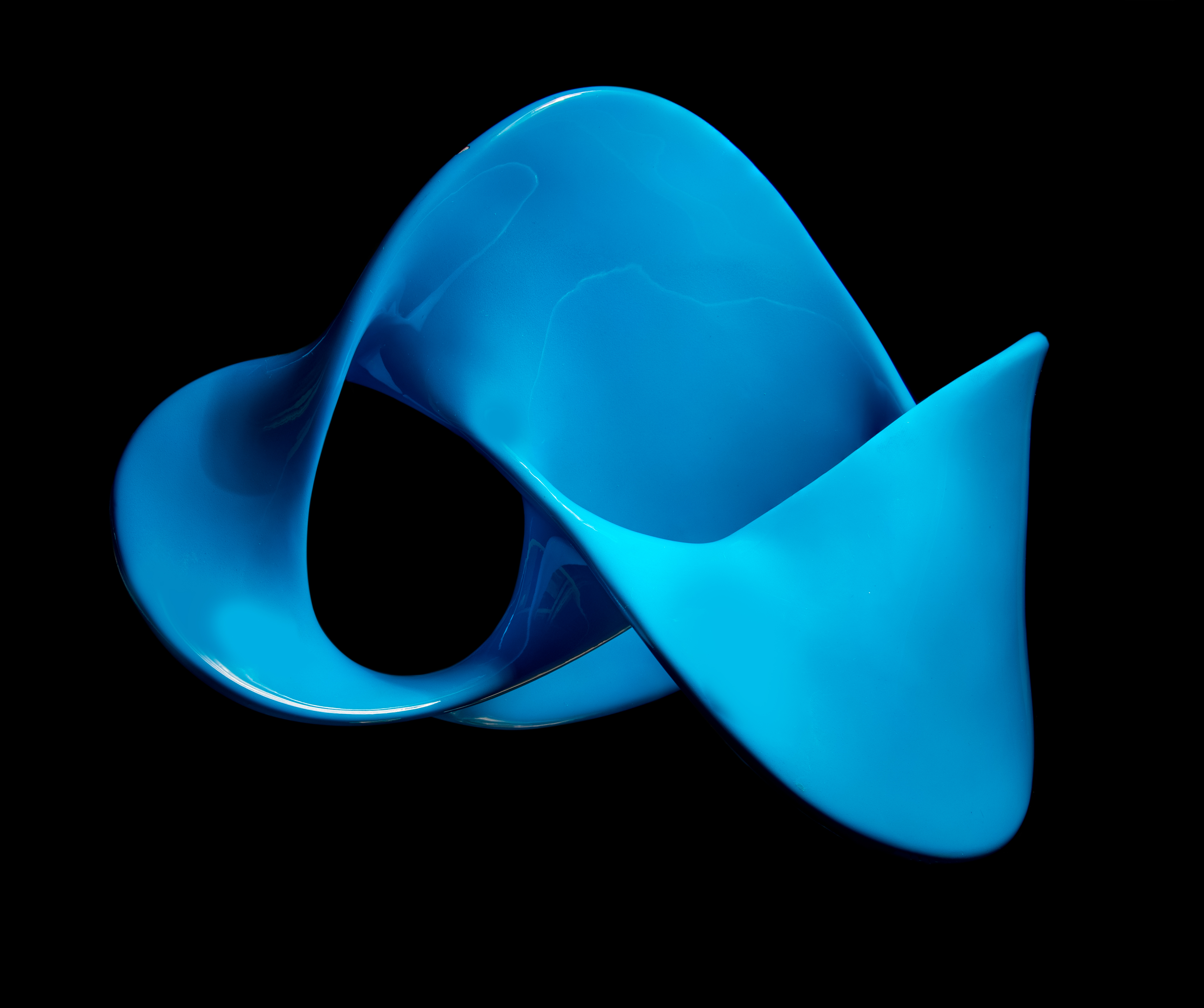

In altre forme: